# Comuna Mijvodne, Ciornomorske
Mijvodne (în ucraineană Міжводне) este o comună în raionul Ciornomorske, Republica Autonomă Crimeea, Ucraina, formată din satele Mijvodne (reședința), Novouleanovka, Snijne, Vodopiine și Zaițeve.

## Demografie
Componența lingvistică a comunei Mijvodne
     Rusă (57,38%)
     Tătară crimeeană (22,33%)
     Ucraineană (14,68%)
     Alte limbi (0,41%)
Conform recensământului din 2001, majoritatea populației comunei Mijvodne era vorbitoare de rusă (57,38%), existând în minoritate și vorbitori de tătară crimeeană (22,33%) și ucraineană (14,68%).